# AT-P (装甲牽引車)
AT-P(Artilljeriiskiy Tyagach -Polubronirovanny、ロシア語: АТ-П(Артиллерийский Тягач -Полу-бронированный：「半装甲型砲兵牽引車」の意)は、ソビエト連邦で開発された装軌装甲牽引車である。
AT-P 45(АТ-П 45)とも呼ばれる。

## 概要
T-20装甲牽引車の後継として1944年に開発されたが計画中止となった“ATP-1(ロシア語: АТП-1)”装軌式装甲砲兵牽引車の設計思想を継続して開発された車両で、“Объект 561”の計画番号で1949年より開発された。
小型火砲の牽引と砲員及び弾薬の輸送を行うことを目的として開発され、小型軽量であることを活かした空挺部隊での運用も開発時の視野に入れられていた。
牽引車型のAT-Pの他、砲兵観測車型のAPNP(АПНП)、自走無反動砲型ATP 2T2(АТП 2Т2(САУ 2Т2)他の派生型も開発され、派生型を含めて1954年から1962年にかけて製造され、1950年代中期から部隊配備され、1950年代から1960年代にかけて運用された。
小型過ぎて能力が不足していると評価され、より大型の装軌式牽引車である「MT-L」の開発計画が立案され、その結果開発された後継のMT-LB汎用牽引車に代換されて、1960年代末には全車が退役した。

## 運用
AT-Pの前線部隊での主任務は、砲兵部隊でのBS-3(M1944)100mmカノン砲の牽引であった。他に装甲車両を装備する部隊において、支援車両として人員や物資の輸送車としても用いられた。
実際に部隊運用された結果、砲牽引車としては能力が不足していると評価された。装甲兵員輸送車としても小型に過ぎる上、開放式の兵員室はNBC(核・生物及び化学兵器)防護を重視した1950年代以降のソビエト連邦軍の軍事ドクトリンの点からは難があり、第1線の装備としては1960年代後期には大半が前線部隊から引き揚げられ、退役した。

ただし、ソビエト連邦軍の書類上では砲兵観測車型他の派生型も含めて少なくとも1976年までは現役の装備として記載されており、ソビエト連邦の崩壊後に装備を引き継いだロシア連邦軍においても、1998年までは書類上での現役装備とされていた。
開発時の想定とは異なり、空挺部隊で運用される空挺降下戦闘車両としては用いられなかったが、1964年には、An-12(Ан-12)輸送機よりP-128T(П-128Т）落下傘架台に搭載されて空中投下し着陸させる実験が行われて成功している。

## 構成
AT-Pは密閉された車体前半部と上部開放式の後部兵員室(貨物室)を持ち、前部区画には操縦手、機関銃手、車長の3名が乗車し、兵員室には6名の兵員もしくは1,200kgまでの貨物を搭載でき、3,700kgまでの火砲他を牽引することが可能であった。
固有の武装としては車体前面右側にSGM 7.62mm機関銃1丁を装備し、弾薬1,000発を搭載している。兵員室両脇は牽引する砲の弾薬積載箇所となっている。

## 各型
AT-P(ロシア語: АТ-П(Объект 561)／(AT-P 45(АТ-П 45)
装甲牽引車型。　
APNP(АПНП(Объект 563)
1950年代初頭にОбъект 563 "Цилиндр-1"の名称で開発が始められた砲兵観測車型。兵員室を開放型から天井のある密閉型として上部中央にハッチを設け、無線機や観測器材、航法装置等を増設している。これにより全備重量は7.8tに増加した。乗員4名。
初期型のAPNP-1と拡大改良型のAPNP-2が開発・生産され、1950年代末から1960年代初頭にかけて部隊配備が行われて運用されたが、夜間暗視装置を搭載していないために能力が不足しているとされ、1963年よりは順次BMP-1の派生型であるPRP-3(Объект 767(ПРП-3 "Вал"))に置き換えられ、少数の車両は観測機材を降ろして機甲部隊の支援車両として引き続き用いられた。
APNP-1 "Rys"(АПНП-1 "Рысь")
最初の量産型。1957年に採用され、1957年から1958年にかけて生産された。
- "Рысь"とは「「オオヤマネコ」(Lynx)を意味する。

APNP-2 "Yarus"(АПНП-2 "Ярус")
観測器材の能力を向上させた改良型。-1に比べ兵員室が拡大され、箱型の構造物となっている。1958年に採用され、1959年から1961年にかけて生産された。
- "Yarus" ("Ярус")とは「階層」「（劇場の階層型構造の）観客席」を意味する。

ATP 2T2(АТП 2Т2(САУ 2Т2)
B-11 107mm無反動砲を搭載した自走無反動砲型。兵員室後部に三脚に架装した状態のB-11を装備し、兵員室の左右部分に弾薬庫を増設、左右それぞれ9発、計18発の予備弾を搭載している。
ATP-T(АТП-Т)
極地仕様の雪上車型。試作車が製作されたが量産されず。
PTBK(AT-P PTBK)
チェコスロバキアで1950年代後期に試作された自走無反動砲。兵員室前面及び左右上端に防盾と装甲板を装備し、vz.59 82 mm無反動砲を搭載している。

## 登場作品
AT-Pはソビエトで軍の協力の下に製作されたいくつかの戦争映画に登場しており、装甲車や砲牽引車としての他に、模造した砲塔を搭載して戦車を模した外観に改造された車両が、主にドイツ軍の戦車として登場している。この映画撮影用模造戦車は砲塔や細部が異なるものが複数作られており、2010年代に至ってもロシアで製作されたいくつかの戦争映画に登場している。
- 『良きイタリア人(原題：Italiani brava gente)』（1964年）※イタリア・ソビエト合作
- 『ヨーロッパの解放 第3部「大包囲作戦／第4部「オーデル河大突破作戦」（原題：Освобождение II／III）』（1970年）
- 『炎628(原題：Иди и смотри (英語：come and see)』(1985年)
- 『Поп』（2010年）

他多数

### 日本映画への登場
五味川純平の同名小説を映像化した日活映画、『戦争と人間』第三部「完結篇」(1973年)でのノモンハン事件のシーンには、このAT-P改造模造戦車が日本軍戦車として複数登場している。
この作品はモスフィルムの協力の上ソビエト国内で撮影されており、登場した車両も現地でモスフィルム側が提供した車両である。

## 参照元
- valka.cz＞SOV - AT-P (АТ-П (АТ-П45) ) ※2020年3月7日閲覧
- shushpanzer-ru＞Артиллерийский тягач полубронированный АТ-П (иногда встречается название АТ-П 45).  ※2020年3月7日閲覧
- LIVEJOURNAL＞АТП-1. Проект. СССР. 1944г. ※2020年3月7日閲覧
- Военное обозрение(topwar.ru)＞Артиллерийские подвижные наблюдательные пункты АПНП-1 «Рысь» и АПНП-2 «Ярус» ※2020年3月7日閲覧
- Военный паритет＞6. БОЕВЫЕ РАЗВЕДЫВАТЕЛЬНЫЕ И РАЗВЕДЫВАТЕЛЬНО-ДОЗОРНЫЕ МАШИНЫ (БРДМ) ※2020年3月7日閲覧